# 安井順一
安井 順一（やすい じゅんいち、1954年5月 - ）は、東京都専門委員（2016年5月16日就任）。東京都住宅供給公社理事長。
元東京都技監で、東京オリンピック・パラリンピック競技大会組織委員会参与（2016年7月現在）。
2016年現在、明治大学で講師も務める。

## 来歴
1977年、早稲田大学理工学部建築学科卒。1979年、東京都庁入庁。
2004年、東京都都市整備局参事（都市景観担当）。2008年、東京都都市整備局都市づくり政策部長、東京都都市整備局理事（航空政策担当）。
2011年、東京都都市整備局技監。2014年より東京都オリンピック・パラリンピック準備局技監兼務。同年武市敬、岸本良一、藤田裕司、猪熊純子、山本隆とともに新設された東京都知事直轄の東京都知事補佐官に任命された。同年7月都市整備局長。
2015年7月、東京都技監。2016年に退任した後は、東京都住宅供給公社理事長に就任。2017年6月から東京オリンピック・パラリンピック競技大会組織委員会参与や
、東京臨海高速鉄道代表取締役社長、明治大学ガバナンス研究科客員教授を歴任。